# Aproximación para ángulos pequeños

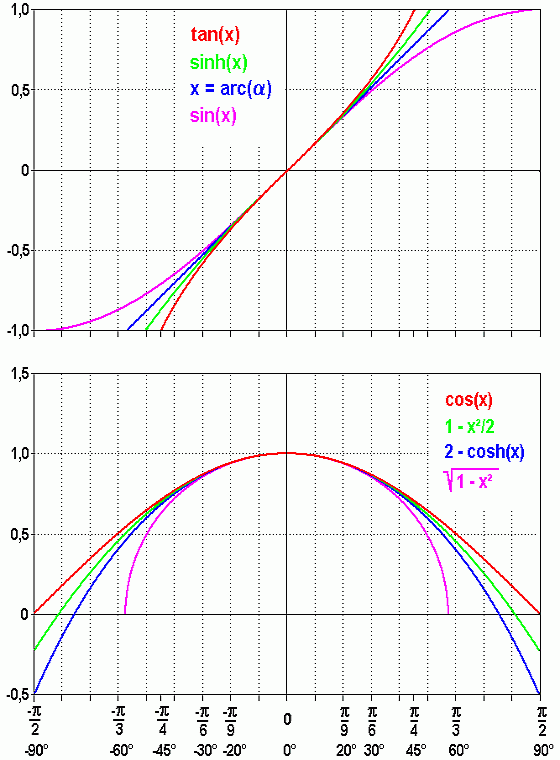
Comportamiento semejante de las funciones trigonométricas para x → 0

La aproximación para ángulos pequeños es una simplificación conveniente de las leyes trigonométricas que tiene una precisión aceptable cuando el ángulo tiende a cero. Surge de la linealización de las funciones trigonométricas, que se puede entender como un truncamiento de las correspondientes series de Taylor. Para un ángulo especificado en radianes:
{\displaystyle \operatorname {sen} x\simeq x}
{\displaystyle \cos x\simeq 1}, ó {\displaystyle \cos x\simeq 1-{\frac {x^{2}}{2}}}, aproximación de segundo orden
{\displaystyle \tan x\simeq x}
El error para sen x ≈ x es de 1% alrededor de los 14 grados sexagesimales (0,244 radianes).
La aproximación para ángulos pequeños es empleada para abreviar cálculos de electromagnetismo, óptica (ver: aproximación paraxial), cartografía y astronomía.

## Justificación

### Gráfica
La precisión de las aproximaciones puede verse en la Figura 1 y la Figura 2. A medida que la medida del ángulo se aproxima a cero, la diferencia entre la aproximación y la función original también se aproxima a 0.

Figura 1. Comparación de las funciones trigonométricas básicas de odd con θ. Se observa que a medida que el ángulo se acerca a 0 las aproximaciones son mejores.
Figura 2. Figura 2. Una comparación de cos θ a 1 − θ22. Se ve que a medida que el ángulo se aproxima a 0 la aproximación se vuelve mejor.

### Geométrica
La sección roja de la derecha, d, es la diferencia entre las longitudes de la hipotenusa, H, y el lado adyacente, A. Como se muestra, H y A tienen casi la misma longitud, lo que significa que cos θ está cerca de 1 y θ22 ayuda a recortar el rojo.
{\displaystyle \cos {\theta }\approx 1-{\frac {\theta ^{2}}{2}}}
El tramo opuesto, O, es aproximadamente igual a la longitud del arco azul, s. Reuniendo datos de la geometría, s = Aθ, de la trigonometría, sen θ = OH y tan θ = OA, y de la imagen, O ≈ s y H ≈ A lleva a:
{\displaystyle \operatorname {sen} \theta ={\frac {O}{H}}\approx {\frac {O}{A}}=\tan \theta ={\frac {O}{A}}\approx {\frac {s}{A}}={\frac {A\theta }{A}}=\theta .}
Simplificando
{\displaystyle \operatorname {sen} \theta \approx \tan \theta \approx \theta .}

### Cálculo
Usando el Teorema del emparedado, se puede probar que 
{\displaystyle \lim _{\theta \to 0}{\frac {\operatorname {sen}(\theta )}{\theta }}=1,} que es un replanteamiento formal de la aproximación {\displaystyle \operatorname {sen}(\theta )\approx \theta } for small values of θ.
Una aplicación más cuidadosa del Teorema del emparedado demuestra que {\displaystyle \lim _{\theta \to 0}{\frac {\tan(\theta )}{\theta }}=1,} de lo que se deduce que {\displaystyle \tan(\theta )\approx \theta } for small values of θ.
Finalmente, la regla de L'Hôpital nos dice que {\displaystyle \lim _{\theta \to 0}{\frac {\cos(\theta )-1}{\theta ^{2}}}=\lim _{\theta \to 0}{\frac {-\operatorname {sen}(\theta )}{2\theta }}=-{\frac {1}{2}},} que se reordena a {\textstyle \cos(\theta )\approx 1-{\frac {\theta ^{2}}{2}}} para pequeños valores de θ.   {\displaystyle \cos 2A\equiv 1-2\operatorname {sen} ^{2}A}. Dejando que {\displaystyle \theta =2A}, se tiene que {\textstyle \cos \theta =1-2\operatorname {sen} ^{2}{\frac {\theta }{2}}\approx 1-{\frac {\theta ^{2}}{2}}}.

### Algebraica

La aproximación de ángulo pequeño para la función seno.

La expansión de Maclaurin (la expansión de Taylor en torno a 0) de la función trigonométrica correspondiente es
{\displaystyle {\begin{aligned}\operatorname {sen} \theta &=\sum _{n=0}^{\infty }{\frac {(-1)^{n}}{(2n+1)!}}\theta ^{2n+1}\\&=\theta -{\frac {\theta ^{3}}{3!}}+{\frac {\theta ^{5}}{5!}}-{\frac {\theta ^{7}}{7!}}+\cdots \end{aligned}}}
donde θ es el ángulo en radianes. En términos más claros,
{\displaystyle \operatorname {sen} \theta =\theta -{\frac {\theta ^{3}}{6}}+{\frac {\theta ^{5}}{120}}-{\frac {\theta ^{7}}{5040}}+\cdots }
Se ve fácilmente que el segundo término más significativo (de tercer orden) cae como el cubo del primer término; así, incluso para un argumento no tan pequeño como 0,01, el valor del segundo término más significativo es del orden de 0,000001, o 1/10000 el primer término. Por lo tanto, se puede aproximar con seguridad: 
{\displaystyle \operatorname {sen} \theta \approx \theta }
Por extensión, ya que el coseno de un ángulo pequeño es casi 1, y la tangente viene dada por el seno dividido por el coseno,
{\displaystyle \tan \theta \approx \operatorname {sen} \theta \approx \theta ,}

## Error de las aproximaciones

Figura 3. Gráfico del error relativo para las aproximaciones de ángulos pequeños.

La figura 3 muestra los errores relativos de las aproximaciones de ángulos pequeños. Los ángulos en los que el error relativo supera el 1% son los siguientes:
- cos θ ≈ 1 es aproximadamente 0.1408 radianes (8.07°)
- tan θ ≈ θ es aproximadamente 0.1730 radianes (9.91°)
- sen θ ≈ θ es aproximadamente 0.2441 radianes (13.99°)
- cos θ ≈ 1 − θ22 es aproximadamente 0.6620 radianes (37.93°)

## Suma y diferencia de ángulos
Los  teoremas de suma y resta de ángulos se reducen a lo siguiente cuando uno de los ángulos es pequeño (β ≈ 0):
| cos(α + β) | ≈ cos(α) − β sen(α), |
| cos(α − β) | ≈ cos(α) + β sen(α), |
| sen(α + β) | ≈ sen(α) + β cos(α), |
| sen(α − β) | ≈ sen(α) − β cos(α). |

## Usos específicos

### Astronomía
En astronomía, el diámetro angular o ángulo subtendido por la imagen de un objeto lejano suele ser de sólo unos pocos  segundos de arco, por lo que se adapta bien a la aproximación de ángulos pequeños. El tamaño lineal (D) está relacionado con el tamaño angular (X) y la distancia al observador (d) mediante la sencilla fórmula:
{\displaystyle D=X{\frac {d}{206\,265}}}
donde X se mide en arcosegundos.
El número 206265 es aproximadamente igual al número de arcosegundos de un círculo (1296000), dividido por 2π.
La fórmula exacta es
{\displaystyle D=d\tan \left(X{\frac {2\pi }{1\,296\,000}}\right)}
y la aproximación anterior sigue cuando tan X se sustituye por X.

### Movimiento de un péndulo
La aproximación del coseno de segundo orden es especialmente útil para calcular la energía potencial de un péndulo, que luego puede aplicarse con una Lagrangiana para encontrar la ecuación indirecta (de energía) del movimiento.
Cuando se calcula la periodo de un péndulo simple, se utiliza la aproximación de ángulo pequeño para el seno para permitir que la ecuación diferencial resultante se resuelva fácilmente por comparación con la ecuación diferencial que describe el movimiento armónico simple.

### Óptica
En óptica, las aproximaciones de ángulo pequeño forman la base de la aproximación paraxial.

### Interferencia de ondas
Las aproximaciones de ángulo pequeño seno y tangente se utilizan en relación con el experimento de la doble rendija o una red de difracción para simplificar las ecuaciones, por ejemplo 'espaciado de franjas' = 'longitud de onda' × 'distancia de las rendijas a la pantalla' ÷ 'separación de rendijas 

### Mecánica estructural
La aproximación de ángulo pequeño también aparece en mecánica estructural, especialmente en los análisis de estabilidad y bifurcación (principalmente de columnas con carga axial dispuestas a sufrir pandeo). Esto conduce a simplificaciones significativas, aunque a costa de la precisión y la comprensión del verdadero comportamiento.

### Navegación aérea
La regla de 1 en 60 utilizada en la navegación aérea tiene su base en la aproximación del ángulo pequeño, además del hecho de que un radián es aproximadamente 60 grados.

### Interpolación
Las fórmulas de suma y resta que implican un ángulo pequeño pueden utilizarse para  interpolar entre valores de la tabla trigonométrica:
Ejemplo: sen(0.755)
{\displaystyle {\begin{aligned}\operatorname {sen}(0.755)&=\operatorname {sen}(0.75+0.005)\\&\approx \operatorname {sen}(0.75)+(0.005)\cos(0.75)\\&\approx (0.6816)+(0.005)(0.7317)\\&\approx 0.6853.\end{aligned}}}
donde los valores de sen(0,75) y cos(0,75) se obtienen de la tabla trigonométrica